# Astra: Verdwaald in de ruimte
Astra: Verdwaald in de ruimte (彼方のアストラ, Kanata no Asutora) is een Japanse mangaserie die is geschreven door Kenta Shinohara (Sket Dance, Witch Watch). De stripserie liep van 9 mei 2016 tot en met 30 december 2017 in het weekblad Weekly Shonen Jump. De manga wordt in het Nederlands uitgegeven door Pelckmans vanaf 15 januari 2026.
Een animeserie bestaande uit 12 afleveringen is in Japan uitgezonden van juli tot en met september 2019.

## Plot
In 2063, heeft de mensheid reeds verschillende planeten gekoloniseerd. Kanata Hoshijima, Aries Spring en acht andere scholieren mogen deelnemen aan een schoolkamp op de planeet McPa, maar plots worden ze door een geheimzinnige lichtbol vele lichtjaren ver geprojecteerd. Ze moeten zelfstandig overleven op een spookschip.

## Personages
| Personage           | Japanse stemacteur                                    |
| ------------------- | ----------------------------------------------------- |
| Kanata Hoshijima    | Yūsuke Kobayashi (drama-cd), Yoshimasa Hosoya (anime) |
| Aries Spring        | Ayaka Suwa (drama-cd), Inori Minase (anime)           |
| Luca Esposito       | Ayumu Murase (drama-cd), Risae Matsuda (anime)        |
| Charce Lacroix      | Sōichirō Hoshi (drama-cd), Nobunaga Shimazaki (anime) |
| Quitterie Raffaëlli | Lynn (drama-cd), Tomoyo Kurosawa (anime)              |
| Zack Walker         | Daiki Hamano (drama-cd), Shunsuke Takeuchi (anime)    |
| Funicia Raffaëlli   | Aimi Tanaka (drama-cd), Hina Kino (anime)             |
| Ulgar Zweig         | Kyōsuke Kitayama (drama-cd), Koki Uchiyama (anime)    |
| Yun-Hua Lu          | Saori Hayami (anime)                                  |
| Polina Levinskaja   | Hitomi Nabatame (anime)                               |